# 현대 갤로퍼
현대 갤로퍼(Hyundai Galloper)는 현대정공이 제작하여 현대자동차가 판매한 스포츠 유틸리티 자동차(SUV)이다. 차명인 갤로퍼는 '경주마가 전속력으로 질주하다'는 뜻을 가진 영어 gallop의 명사형으로, 질주하는 말을 함축적으로 의미한다는 것에서 비롯된 말이다.

## 1세대(M)

### 갤로퍼(1991년9월~1994년9월)

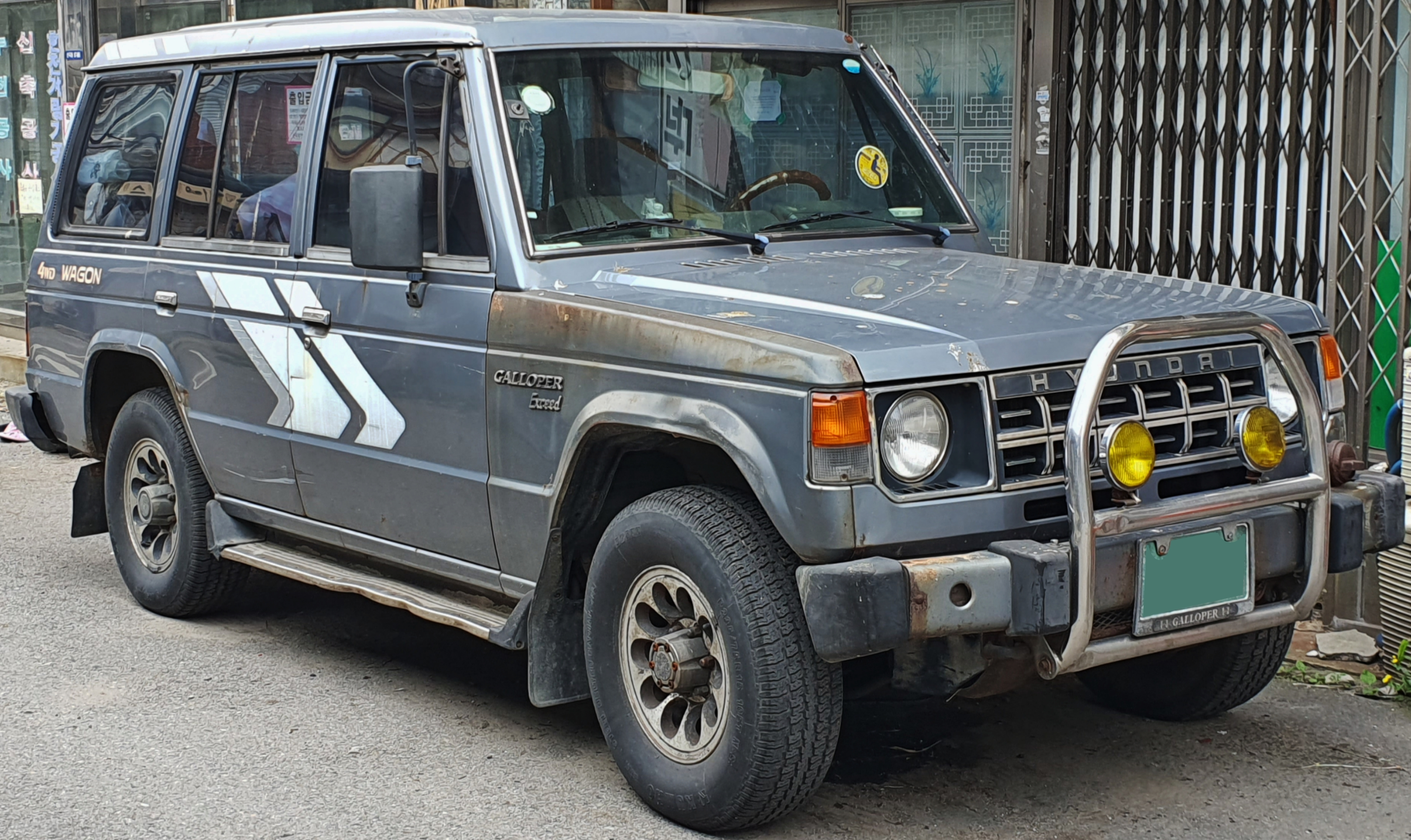
현대 갤로퍼 정측면

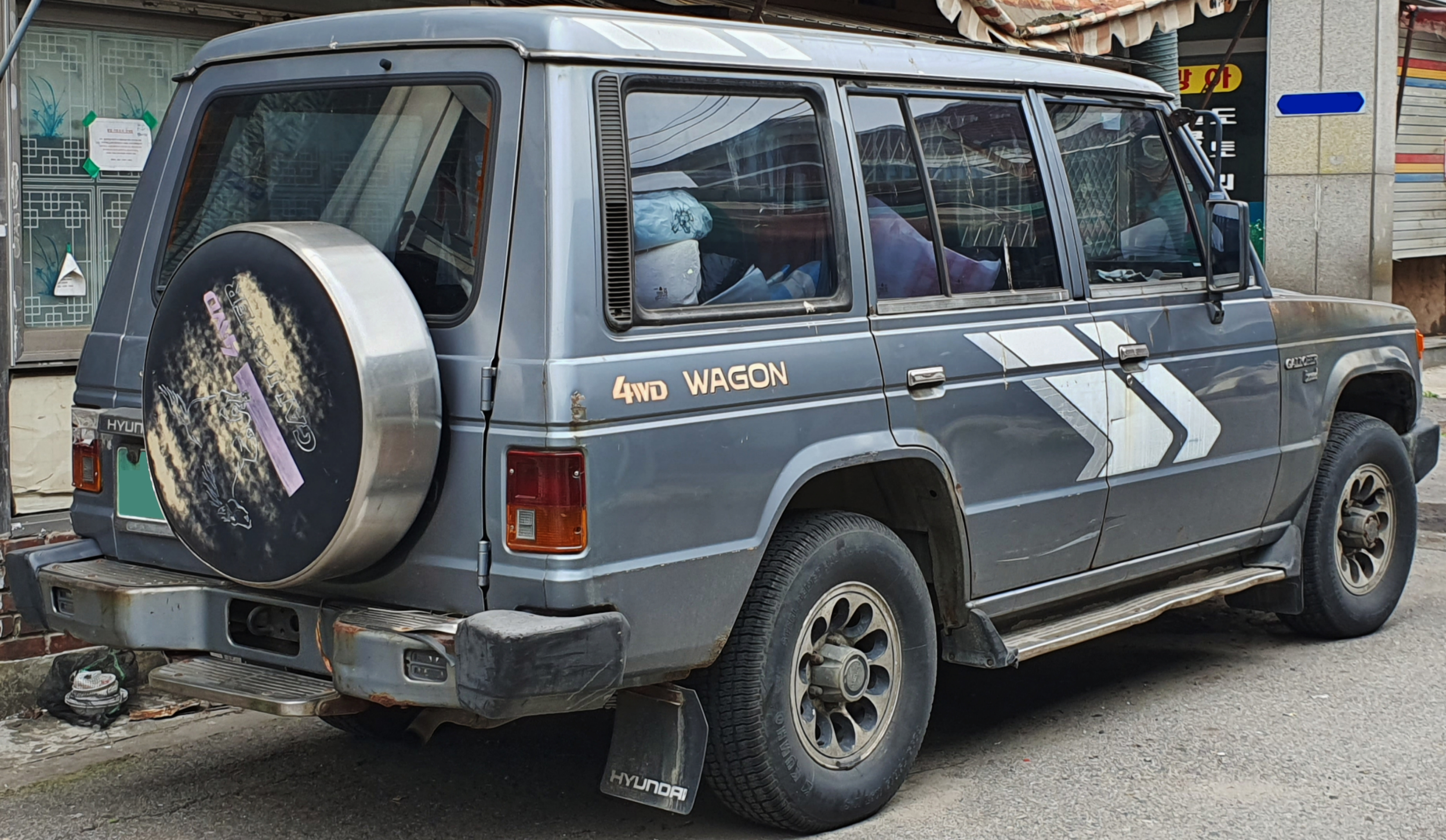
현대 갤로퍼 후측면

1988년부터 자체 개발이 진행되었으나, 성능과 기술 등이 미국의 소비자 취향과 거리가 있어서 미쓰비시 파제로(1세대)를 도입하여 생산하였다. 1991년 9월 25일에 출시된 갤로퍼는 출시 직후 높은 인기를 얻어 쌍용 코란도, 쌍용 코란도 훼미리, 아시아 록스타 등보다 많이 팔렸다. 출시 당시에는 롱 바디에 2.5L 자연흡기 디젤 엔진을 얹고, 스탠다드(5인승)와 엑시드(7인승) 등 2가지 트림이 선보였다. 특히 6인승 엑시드 트림은 대한민국산 SUV 최초로 3열 시트를 갖추었다. 같은 해 12월에는 2.5L 디젤 터보 인터쿨러 엔진과 2.5L 디젤 터보 엔진 인터쿨러(인터쿨러)이 추가되어 선택의 폭을 넓혔다. 1992년 8월에는 사이클론 v형 6기통 3.0리터 SOHC 가솔린 엔진(v6 WAGON)이 추가되고, 1993년 12월에는 V6 3.0리터 SOHC 가솔린 엔진(V6 WAGON)이 추가되었으나 초기 갤로퍼에서의 판매는 부진하였다.

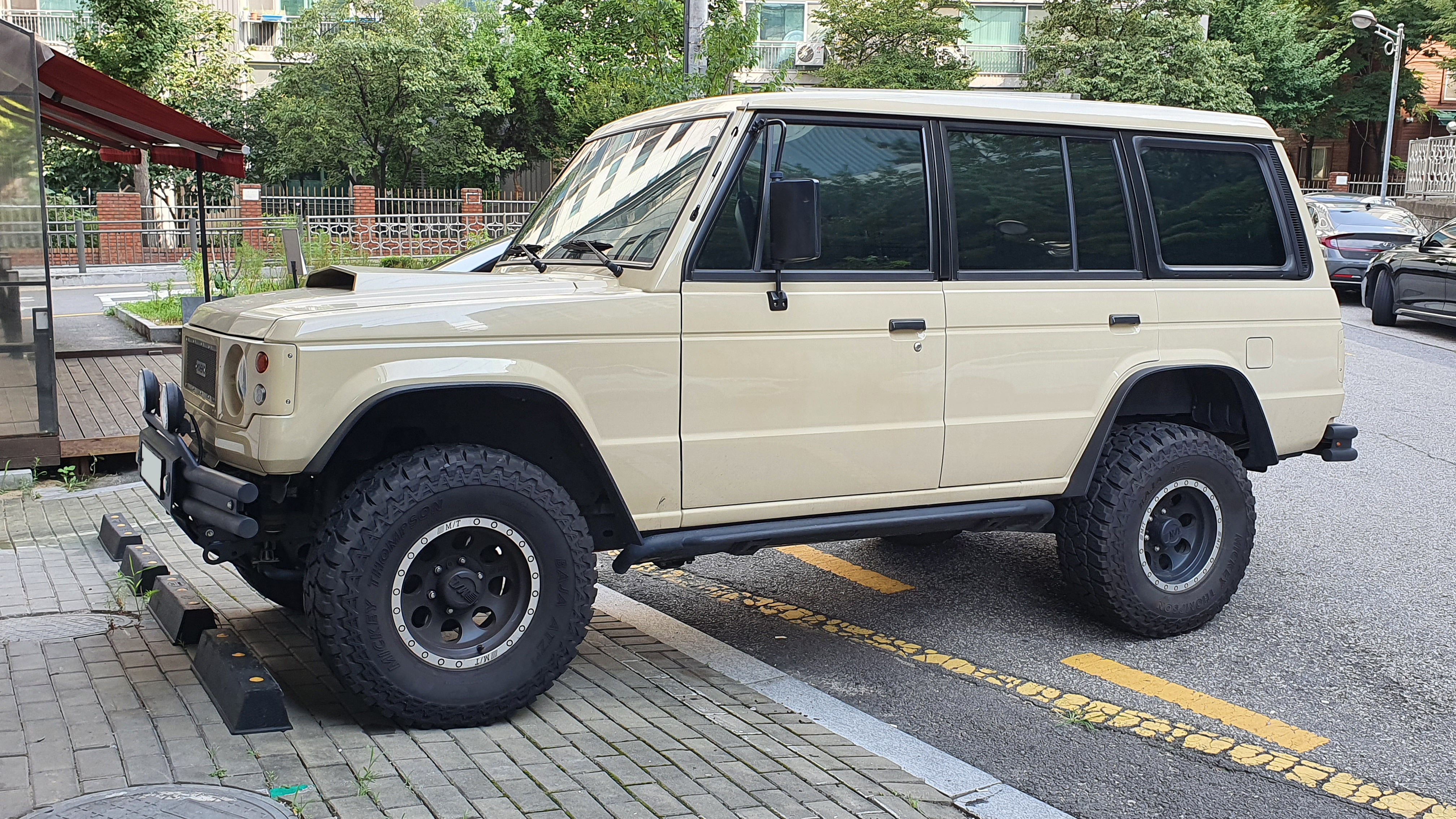
현대 갤로퍼 리스토어 정측면
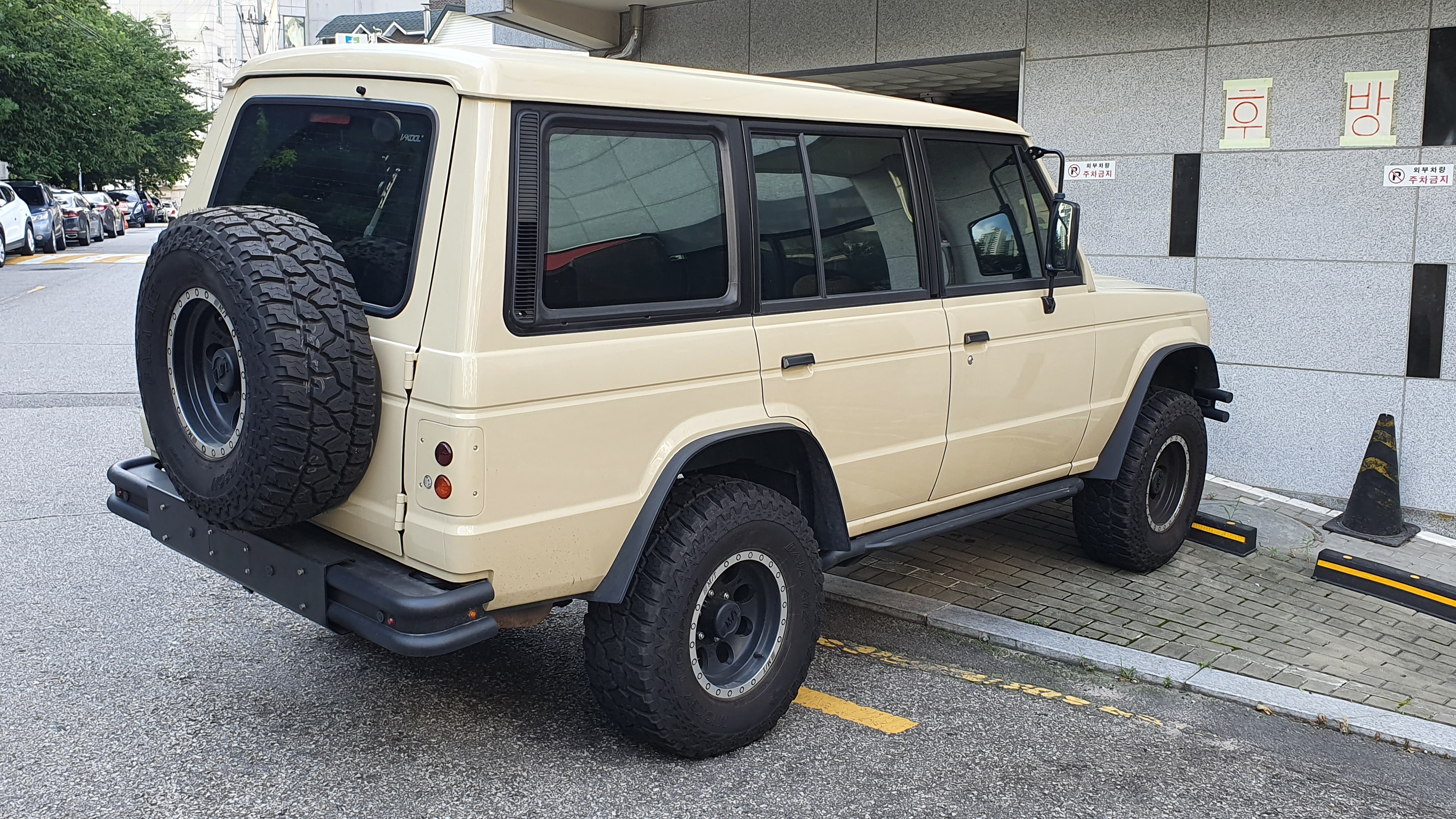
현대 갤로퍼 리스토어 후측면

| 구분                 | 갤로퍼 3.0L v6 가솔린 | 갤로퍼 3.0L V6 가솔린 |
| -------------------- | --------------------- | --------------------- |
| 전폭 (mm)            | 1,680                 | 1,680                 |
| 전고 (mm)            | 1,850                 | 1,850                 |
| 축거 (mm)            | 2,695(롱 바디)        | 2,695(롱 바디)        |
| 윤거 (전, mm)        | 1,400                 | 1,400                 |
| 윤거 (후, mm)        | 1,375                 | 1,375                 |
| 변속기               | 수동 5단 자동 4단     | 수동 5단 자동 4단     |
| 구동 형식            | 4륜 구동              | 4륜 구동              |
| 엔진 형식            | g6at                  | G6AT                  |
| 연료                 | 가솔린,가솔린         | 가솔린,가솔린         |
| 배기량 (cc)          | 3,000 ,3,000          | 3,000 ,3,000          |
| 최고 출력 (ps/rpm)   | 161/5,000             | 161/5,000             |
| 최대 토크 (kg*m/rpm) | 24.5/2,500            | 24.5/2,500            |
| 연비 (km/L)          | 6.9(롱 바디 수동 5단) | 6.9(롱 바디 수동 5단) |

### 뉴 갤로퍼(1994년9월~1997년3월)

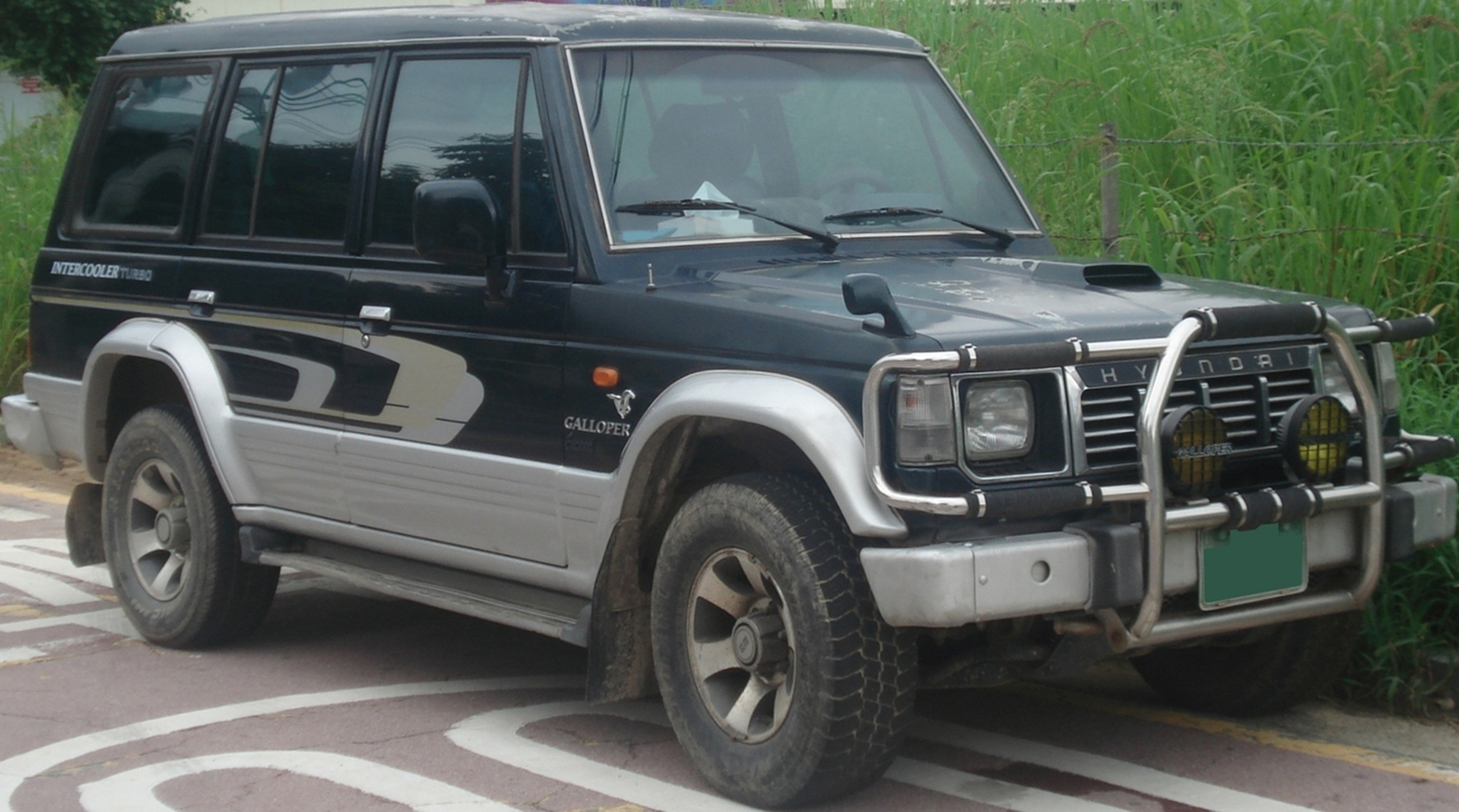
현대 뉴 갤로퍼 정측면

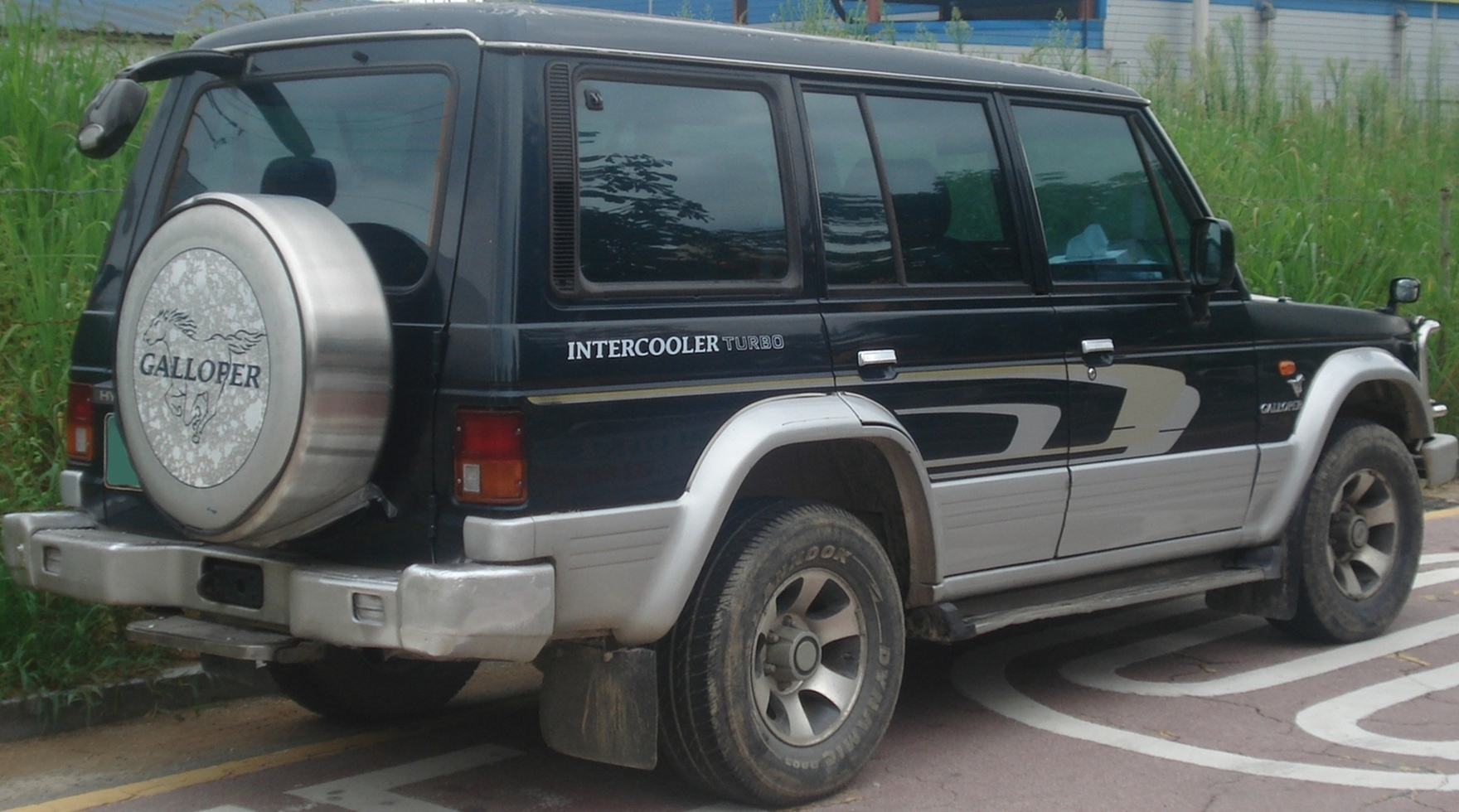
현대 뉴 갤로퍼 후측면

1994년 9월 22일에 원형 헤드 램프에서 사각형 헤드 램프로 바뀌고, 상품성을 높인 뉴 갤로퍼가 출시되었다. 같은 해 12월에는 누적 생산 대수가 10만 대를 돌파하였다. 한때 2인승(밴)에서 9인승까지 20여 가지의 라인업을 거느려 다양한 소비자들의 입맛을 맞추려고 노력하였다.
| 구분                 | 뉴 갤로퍼 2.5L 디젤 터보 | 뉴 갤로퍼 2.5L 디젤 터보 | 뉴 갤로퍼 2.5L 디젤 인터쿨러 | 뉴 갤로퍼 3.0L V6 가솔린      |
| -------------------- | --- | --- | --- | ----------------------------- |
| 전장 (mm)            | 3,905(숏 바디 스탠다드) 4,000(숏 바디 XL, 엑시드) 4,010(숏 바디 엑시드 선택 사양 적용 시) 4,525(롱 바디 스탠다드) 4,580(롱 바디 XL, 엑시드) 4,590(롱 바디 엑시드 선택 사양 적용 시) | 4,000(숏 바디) 4.010(숏 바디 선택 사양 적용 시) 4,580(롱 바디) 4,590(롱 바디 선택 사양 적용 시)                                                                                    | 4,000(숏 바디) 4.010(숏 바디 선택 사양 적용 시) 4,580(롱 바디) 4,590(롱 바디 선택 사양 적용 시)                                                      | 4,010(숏 바디) 4,590(롱 바디) |
| 전폭 (mm)            | 1,680 | 1,680 1,700(선택 사양 적용 시) | 1,680 1,785(슈퍼 엑시드) | 1,785                         |
| 전고 (mm)            | 1,850 1,930(9인승) | 1,850 1,930(9인승) | 1,850 | 1,850                         |
| 축거 (mm)            | 2,350(숏 바디) 2,695(롱 바디) | 2,350(숏 바디) 2,695(롱 바디) | 2,350(숏 바디) 2,695(롱 바디) | 2,350(숏 바디) 2,695(롱 바디) |
| 윤거 (전, mm)        | 1,400 | 1,400 | 1,400 1,435(슈퍼 엑시드) | 1,435                         |
| 윤거 (후, mm)        | 1,375 | 1,375 | 1,375 1,450(슈퍼 엑시드) | 1,450                         |
| 승차 정원            | 5명(숏 바디) 6명(롱 바디) 9명(롱 바디) | 5명(숏 바디) 6명(롱 바디) 9명(롱 바디) | 5명(숏 바디) 6명(롱 바디) | 5명(숏 바디) 6명(롱 바디)     |
| 변속기               | 수동 5단/자동 4단 | 수동 5단 자동 4단 | 수동 5단 자동 4단 | 수동 5단 자동 4단             |
| 구동 형식            | 4륜 구동 | 4륜 구동 | 4륜 구동 | 4륜 구동                      |
| 엔진 형식            | D4BF | D4BF | D4BH | G6AT                          |
| 연료                 | 디젤 | 디젤 | 디젤 | 가솔린                        |
| 배기량 (cc)          | 2,476 | 2,476 | 2,476 | 2,972                         |
| 최고 출력 (ps/rpm)   | 85/4,200 | 85/4,200 | 95/4,200 | 161/5,000                     |
| 최대 토크 (kg*m/rpm) | 20.0/2,000 | 20.0/2,000 | 23.0/2,000 | 24.5/2,500                    |
| 연비 (km/L)          | 17.6(숏 바디 4WD 수동 5단)/ 17.3(롱 바디 4WD 수동 5단)/ 16.6(롱 바디 9인승 2WD 수동 5단)/ 16.2(롱 바디 9인승 4WD 수동 5단)                                                          | 17.7(숏 바디 4WD 수동 5단)/ 17.4(롱 바디 4WD 수동 5단)/ 17.6(숏 바디 4WD 수동 5단)/ 17.3(롱 바디 4WD 수동 5단)/ 16.3(롱 바디 9인승 4WD 수동 5단)/ 14.3(롱 바디 9인승 4WD 자동 4단) | 17.8(숏 바디 4WD 엑시드 수동 5단)/ 17.7(숏 바디 4WD 슈퍼 엑시드 수동 5단)/ 17.5(롱 바디 4WD 엑시드 수동 5단)/ 17.4(롱 바디 4WD 슈퍼 엑시드 수동 5단) |                               |

### 갤로퍼 Ⅱ(1997년3월~2003년12월)

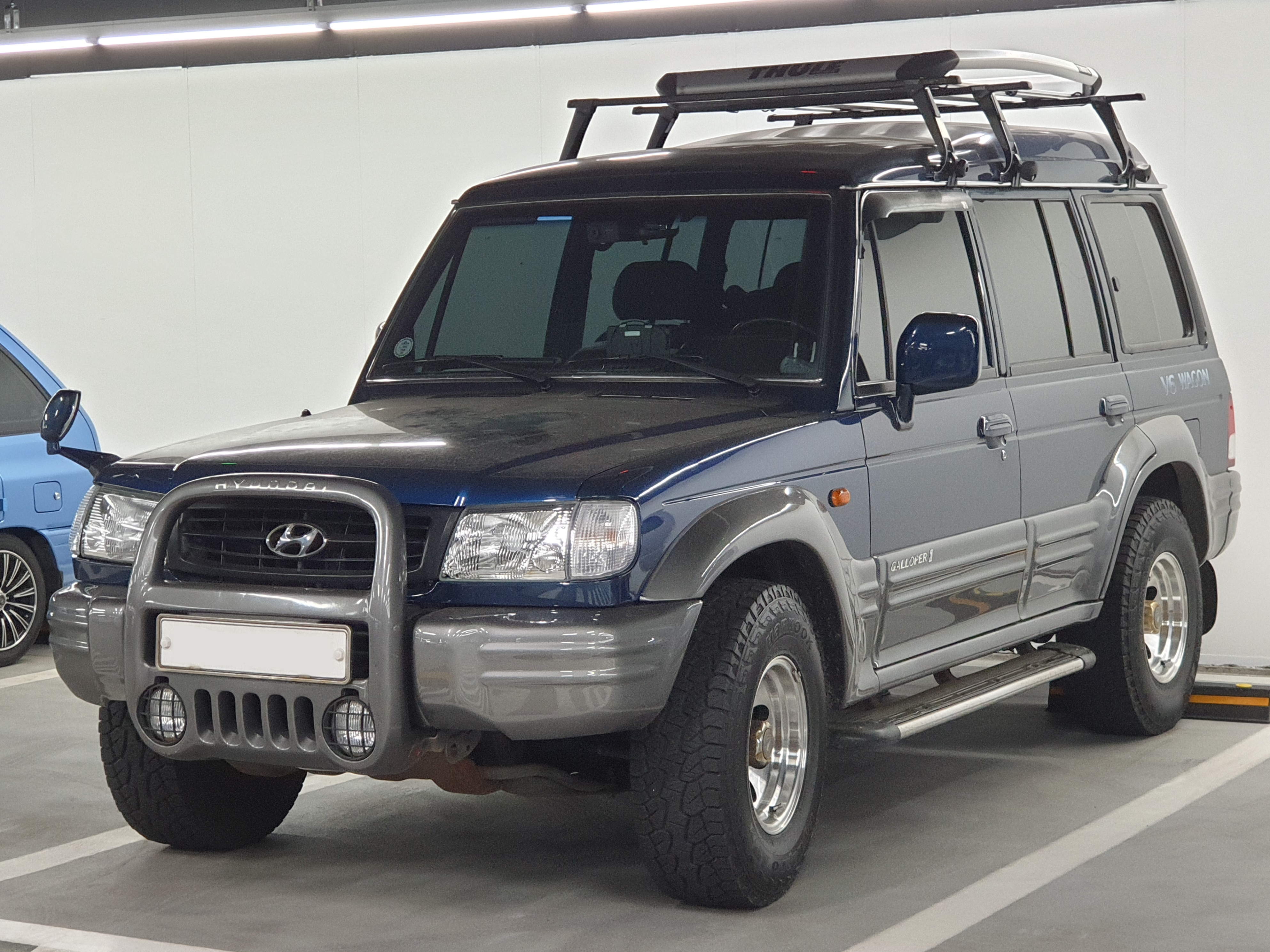
현대 갤로퍼 Ⅱ 정측면

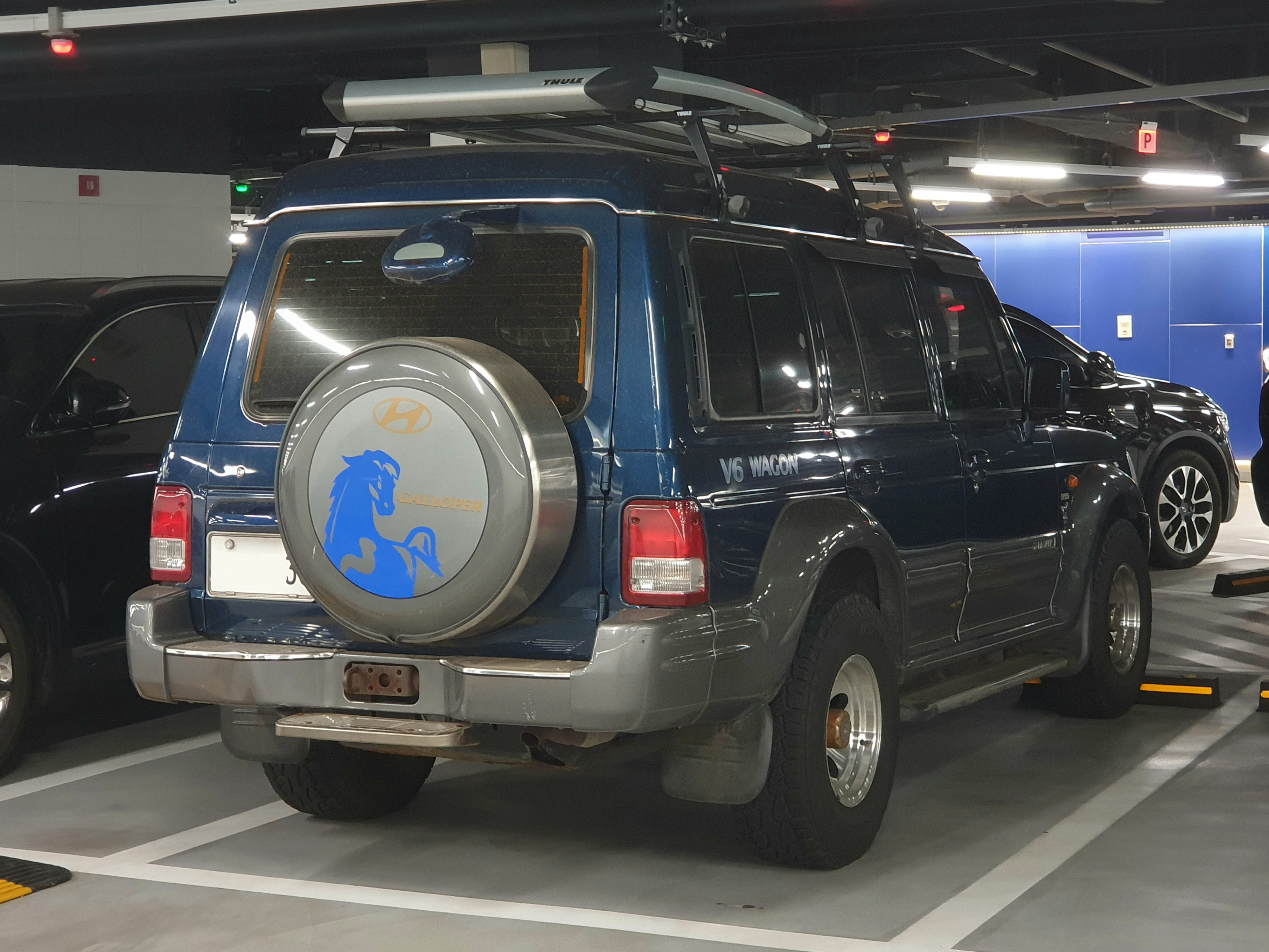
현대 갤로퍼 Ⅱ 후측면

1997년 3월 6일에는 페이스리프트를 거쳐 헤드램프와 펜더에 곡선을 가미한 갤로퍼 Ⅱ가 출시되었다. 그리고 V6 3.0리터 SOHC LPG 엔진이 추가됐으며, 보기 드문 4륜구동 LPG 차량이었다. 또한 V6 3.0리터 SOHC LPG 엔진이 장착된 5도어 밴도 있었다. 1998년 9월 14일에는 숏 바디인 갤로퍼 Ⅱ S의 디자인을 개선한 갤로퍼 Ⅱ 이노베이션이 출시되었다.
현대정공의 자동차 부문이 현대자동차에 이관됨에 따라 2000년 5월 22일에 출시된 2001년형은 현대자동차의 엠블럼이 달리고, V6 3.0L SOHC 가솔린 엔진이 사라지는 등의 변화가 있었다. 2001년 2월에 출시된 테라칸은 갤로퍼 Ⅱ의 후속 차종으로 출시될 예정이었으나, 계획이 변경되어 상급 차종으로 출시됨에 따라 갤로퍼 Ⅱ 역시 한동안 계속 생산되었다. 안전성과 배출가스 규제 등의 원인으로 인하여 2003년 12월에 테라칸에 통합되는 형식으로 단종되었다.

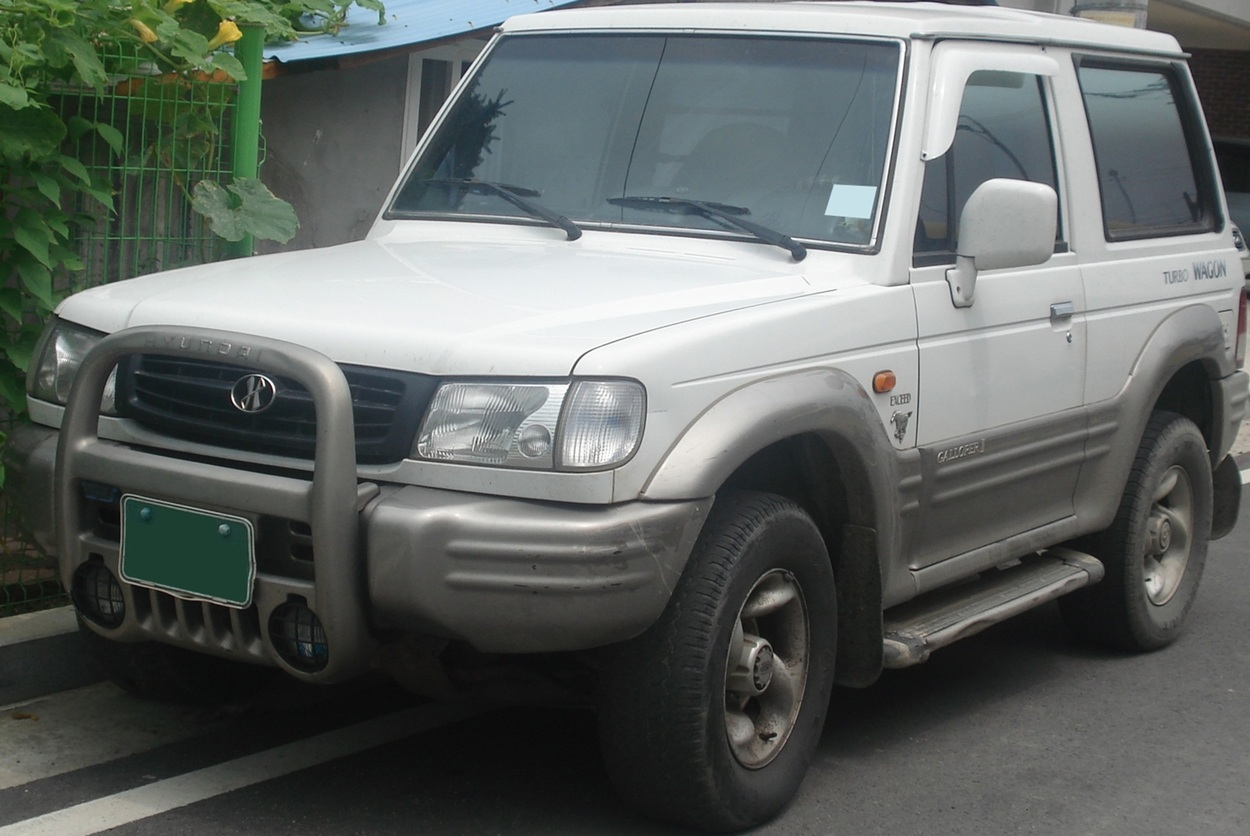
현대 갤로퍼 Ⅱ S 정측면
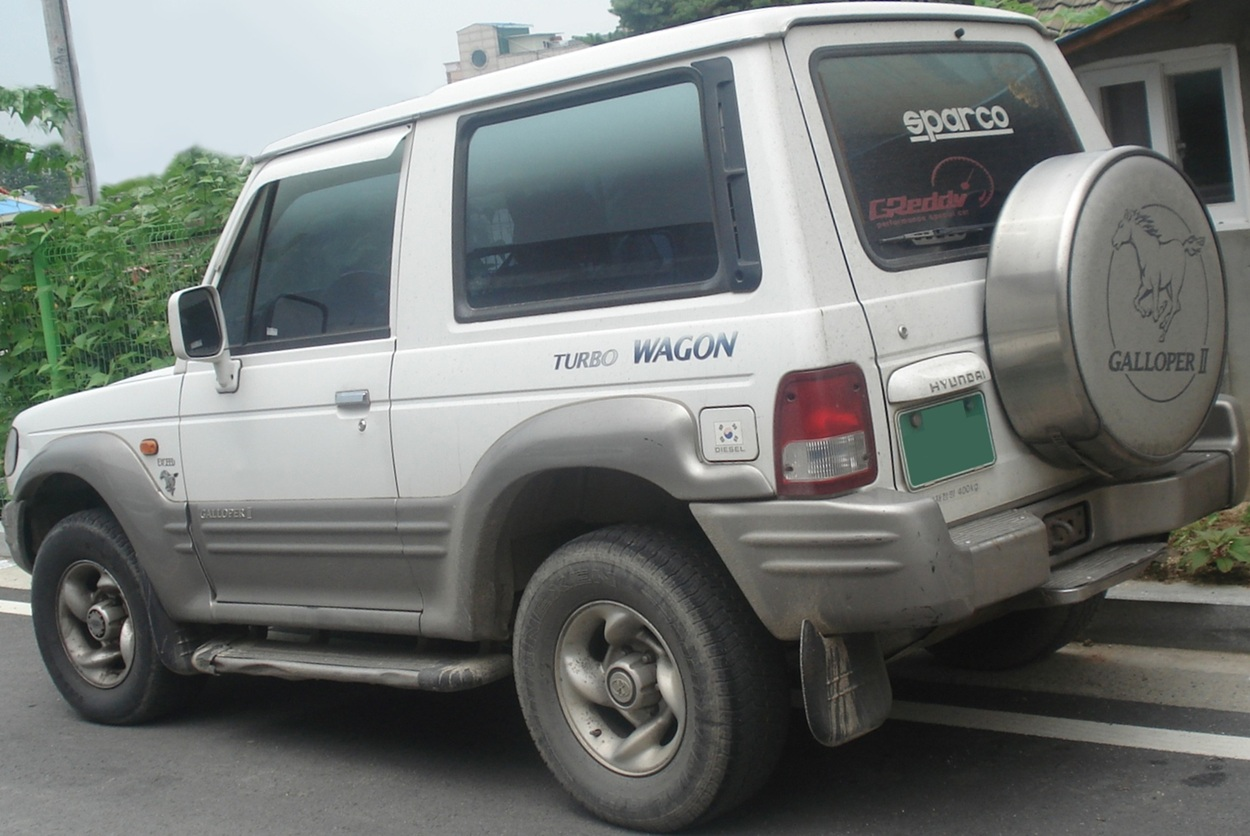
현대 갤로퍼 Ⅱ S 후측면
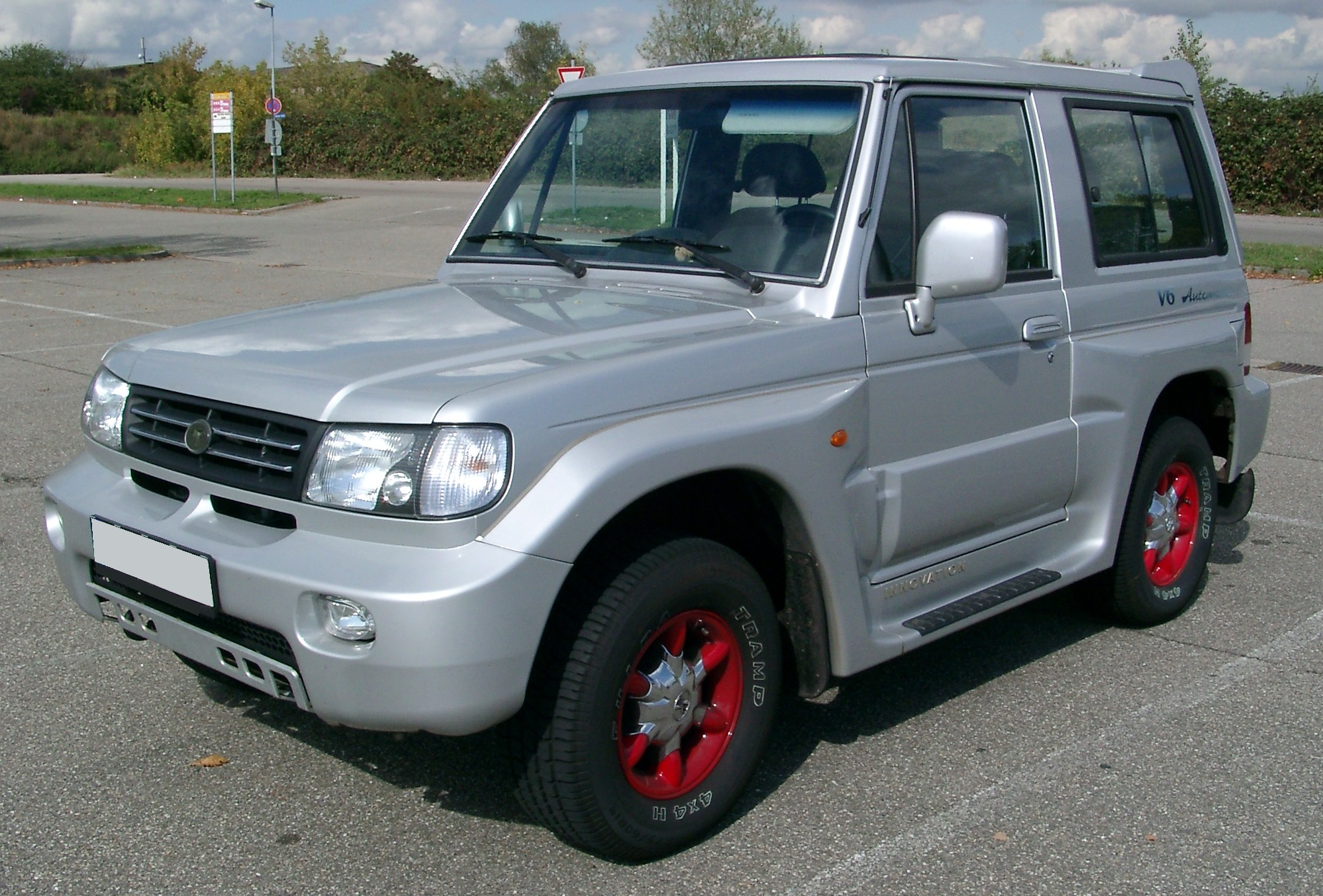
현대 갤로퍼 Ⅱ 이노베이션 정측면
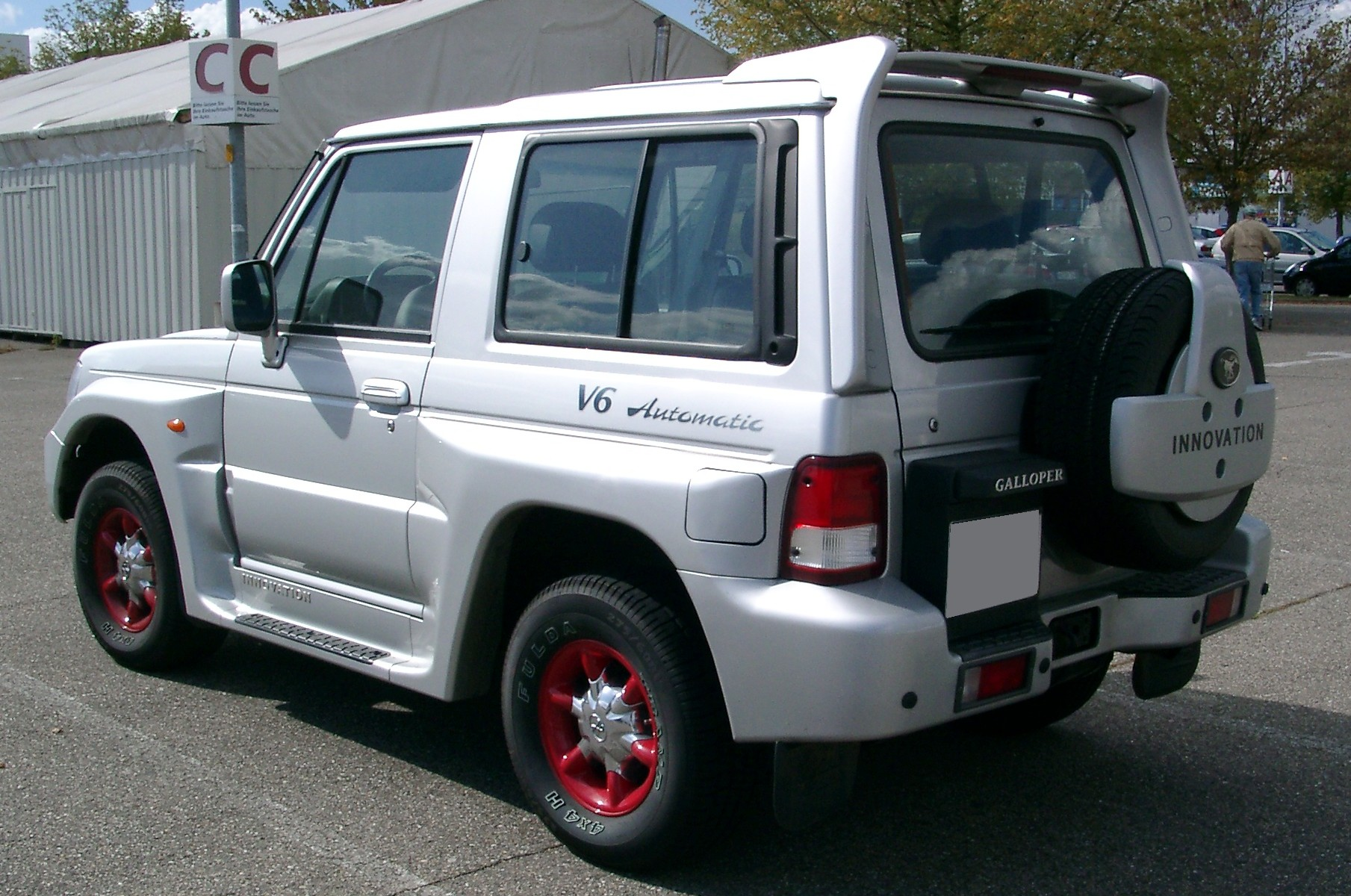
현대 갤로퍼 Ⅱ 이노베이션 후측면

| 구분                 | 갤로퍼 Ⅱ 2.5L 디젤 | 갤로퍼 Ⅱ 2.5L 디젤 터보 | 갤로퍼 Ⅱ 2.5L 디젤 인터쿨러                                                                                        | 갤로퍼 Ⅱ 3.0L V6 LPG           | 갤로퍼 Ⅱ 3.0L V6 가솔린                                                                         |
| -------------------- | --- | --- | --- | ------------------------------ | ----------------------------------------------------------------------------------------------- |
| 전장 (mm)            | 4,000(숏 바디 스페셜 밴) 4,600(롱 바디 스탠다드) 4,619(롱 바디 엑시드) 4,675(롱 바디 슈퍼 밴) 4,714(롱 바디 엑시드 선택 사양 적용 시)                                         | 4,000(숏 바디 스페셜 밴, 숏 바디 스탠다드) 4,019(숏 바디 엑시드) 4,114(숏 바디 엑시드 선택 사양 적용 시) 4,619(롱 바디) 4,714(롱 바디 선택 사양 적용 시) | 4,019(숏 바디 스페셜 밴, 숏 바디) 4,114(숏 바디 선택 사양 적용 시) 4,619(롱 바디) 4,714(롱 바디 선택 사양 적용 시) | 4,635 4,675(선택 사양 적용 시) | 4,019(숏 바디) 4,114(숏 바디 선택 사양 적용 시) 4,619(롱 바디) 4,714(롱 바디 선택 사양 적용 시) |
| 전폭 (mm)            | 1,680 | 1,680(롱 바디 9인승) 1,770 | 1,770 | 1,770                          | 1,770                                                                                           |
| 전고 (mm)            | 1,840(숏 바디 스페셜 밴) 1,870(롱 바디 스탠다드, 엑시드) 1,890(롱 바디 엑시드 선택 사양 적용 시) 1,950(롱 바디 슈퍼 밴, 롱 바디 9인승) 1,970(롱 바디 9인승 선택 사양 적용 시) | 1,870(숏 바디 스페셜 밴, 숏 바디 스탠다드) 1,900(롱 바디) 1,970(롱 바디 슈퍼 밴, 롱 바디 9인승)                                                          | 1,870(숏 바디) 1,900(롱 바디)                                                                                      | 1,950 1,970(선택 사양 적용 시) | 1,870(숏 바디) 1,900(롱 바디)                                                                   |
| 축거 (mm)            | 2,350(숏 바디) 2,695(롱 바디) | 2,350(숏 바디) 2,695(롱 바디) | 2,350(숏 바디) 2,695(롱 바디)                                                                                      | 2,695                          | 2,695                                                                                           |
| 윤거 (전, mm)        | 1,400 | 1,400(9인승) 1,435 | 1,435 | 1,435                          | 1,435                                                                                           |
| 윤거 (후, mm)        | 1,375 | 1,375(9인승) 1,450 | 1,450 | 1,450                          | 1,450                                                                                           |
| 승차 정원            | 2명(숏 바디 스페셜 밴, 롱 바디 슈퍼 밴) 5명(숏 바디) 6명(롱 바디) 9명(롱 바디)                                                                                                | 2명(숏 바디 스페셜 밴) 5명(숏 바디) 6명(롱 바디) 9명(롱 바디)                                                                                            | 2명(숏 바디 스페셜 밴) 5명(숏 바디) 6명(롱 바디)                                                                   | 9명                            | 5명(숏 바디) 6명(롱 바디)                                                                       |
| 변속기               | 수동 5단 | 수동 5단 자동 4단 | 수동 5단 자동 4단                                                                                                  | 수동 5단 자동 4단              | 수동 5단 자동 4단                                                                               |
| 구동 형식            | 4륜 구동 | 4륜 구동 | 4륜 구동 | 4륜 구동                       | 4륜 구동                                                                                        |
| 엔진 형식            | D4BA | D4BF | D4BH | L6AT                           | G6AT                                                                                            |
| 연료                 | 디젤 | 디젤 | 디젤 | LPG                            | 가솔린                                                                                          |
| 배기량 (cc)          | 2,476 | 2,476 | 2,476 | 2,972                          | 2,972                                                                                           |
| 최고 출력 (ps/rpm)   | 80/4,200 (이후 77/4,200으로 변경) | 85/4,200 (이후 81/4,200으로 변경) | 105/4,000 (이후 100/4,000으로 변경)                                                                                | 135/4,500                      | 161/5,000 (이후 141/5,000으로 변경)                                                             |
| 최대 토크 (kg*m/rpm) | 15.5/2,200 | 21.0/2,000 | 25.0/2,000 | 24.0/2,500                     | 22.9/3,000                                                                                      |
| 연비 (km/L)          | 11.3(숏 바디 스페셜 밴 수동 5단)/ 10.7(롱 바디 수동 5단)/ 10.2(롱 바디 슈퍼 밴, 롱 바디 9인승 수동 5단)                                                                       | 10.5(숏 바디, 숏 바디 스페셜 밴 수동 5단)/ 9.2(롱 바디 수동 5단)/ 10.2(롱 바디 슈퍼 밴, 롱 바디 9인승 수동 5단)                                          | 10.2(숏 바디, 숏 바디 스페셜 밴 수동 5단)/ 9.0(롱 바디 수동 5단)                                                   | 10.2(수동 5단)                 | 6.9(수동 5단)                                                                                   |

## 연혁
- 1990년대
  - 1991년
    - 9월 : 갤로퍼가 출시되었다. 출시 당시에는 2.5L 디젤 터보 엔진을 얹었다.
    - 12월 : 2.5L 디젤 터보 인터쿨러 엔진과 V6 3.0L 가솔린 터보 엔진이 추가되었다.

  - 1992년
    - 3월 : 전장을 줄여 기동성을 높인 갤로퍼 S 5인승 터보 가 출시되었다.
    - 11월 : 2.5 디젤 터보 엔진에 대한민국산 SUV 최초로 4단 자동변속기가 추가되었다.

  - 1993년
    - 5월 : 킥업 루프를 달아 헤드 룸을 넓히고, 3열 좌석을 개조해 상용차로 분류되는 9인승 터보이 출시되었다.
    - 6월 : v6 3.0 가솔린 엔진에 4단 자동변속기가 추가되었다.
    - 7월 : 파워 안테나, 도어 임팩트 바, 고급 직물 시트, 도어 직물 트림, 가스식 쇼크 업소버, 와이그 범퍼가드 등이 장착된 1994년형이 출시되었다.
    - 12월 : 2.5L 디젤 인터쿨러 엔진이 추가되었다.

  - 1994년
    - 1월 : 갤로퍼 S에 숏바디이 추가되었다.
    - 3월 : v6 3.0 가솔린 터보 엔진에 4단 자동변속기가 추가되었다.
    - 7월 : ABS, LSD, 사각형 헤드 램프, 사이드 언더 미러 등이 장착된 뉴 갤로퍼가 출시되었다.
    - 12월 : 갤로퍼 생산이 10만 대를 돌파하였다.

  - 1996년
    - 2월 : 갤로퍼 S에 순백색 외장 색상과 원색 데칼을 적용해 산뜻한 느낌을 주는 갤로퍼 스포츠 팩이 출시되었다.

  - 1997년
    - 3월 : 페이스 리프트 버전인 갤로퍼 Ⅱ가 출시되었다.

  - 1998년
    - 5월 : V6 3.0L LPG 터보 엔진이 추가되었다.
    - 9월 : 숏바디 스포츠 버전인 갤로퍼 Ⅱ 이노베이션이 출시되었다.
- 2000년대
  - 2000년
    - 6월 : 엠블렘이 현대자동차의 H로고로 바뀌었으며, 이 때부터 운전석 에어백을 적용하였다.

  - 2003년
    - 5월 : 2인승 윈도우 밴이 출시되었다.

  - 2003년
    - 12월 : 테라칸에 통합되는 형식으로 단종되었다.

## 갤로퍼 대장정
세계 여행의 개척자라 불리는 故 김찬삼 교수(1926년 6월 5일 ~2003년 7월 2일)는 갤로퍼를 통해 세계 여행을 계획하였다. 이것이 바로 갤로퍼 대장정이며, 1991년에 시작되어 1992년에 완결되었다. 288일 동안 인도, 네팔, 노르웨이, 스웨덴 등을 거쳐 고경 속에서도 멀쩡히 73,000km를 달렸다. 이 내용은 아구답사단(아시아-구라파 답사단, 갤로퍼 대장정에 참여한 대원들을 일컫음)에 참여한 유일한 홍일점이던 여행가 조영선 氏가 쓴 "해를 따라 서쪽으로"라는 책에 대장정의 기록이 생생하게 담겨져 있다. 책에 의하면 갤로퍼들은 도난 사고와 파손 사고가 있었다고 한다. 이 대장정에 사용된 갤로퍼는 총 3대로, 롱 바디 터보 디젤 2대와 숏 바디 디젤 1대이다. 이후 SBS 창사 10주년을 기념하여 "유라시아 대장정 10만km"라는 다큐멘터리에도 뉴 갤로퍼가 사용되었다. 현대자동차 울산 공장 홍보관에 실제로 그 곳에 다녀온 파란색 갤로퍼가 전시되어 있는데, 주행 거리는 41,000km였다. 1994년에는 최일범 교수가 갤로퍼를 통하여 옛 고구려 땅인 중국 지린성 부근의 여행을 계획하였는데, 이듬해인 1995년에 성공적으로 완결된 고구려 대장정이다.

## 같이 보기
- 미쓰비시 파제로